# Mireya Delgado
Mireya Delgado (ur. 5 listopada 1991 w Hiszpanii) – hiszpańska siatkarka, reprezentantka kraju, grająca jako przyjmująca. Obecnie występuje w drużynie Club Voleibol Alcobendas.